# ハパ・ハオレ・ソング
ハパ・ハオレ・ソング（Hapa Haole Song）は、純血のハワイ先住民ではない者により制作されたハワイ民謡風の楽曲の総称。

## 概要
「ハパ」は狭義ではハワイ先住民の系統の混血、広義では「半分」や人種・民族を問わない混血を意味する。「ハオレ」は狭義では白人、広義では非ハワイ先住民を意味する。
純血のハワイ先住民により20世紀以降に作られた作品もハパ・ハオレ・ソングに分類されることがある。
1900年代初期にハワイ民謡を英語で歌う風習が生まれ、音楽家のソニー・クーニャ（1879年 - 1933年）などがオリジナルのハパ・ハオレ・ソングを発表した。
1937年の映画「ワイキキの結婚」で主演のビング・クロスビーが歌ったハワイ民謡風の主題歌「麗しのレイラニ」が大ヒットしたことからニューヨークのティン・パン・アレーを中心に後続の曲が多く制作されて一時期隆盛を誇った。

## 評価
粗製乱造された楽曲の質の低さ、白人文化を歌った内容、文化の盗用であることに対する批判、ハワイの観光地化やハワイ文化の普及・伝承に寄与した功績など賛否両論ある。

## 代表的な楽曲
- 「マイ・ワイキキ・マーメイド」作詞・作曲：ソニー・クーニャ
- 「ハパ・ハオレ・フラ・ガール」作詞・作曲：ソニー・クーニャ、歌：アルフレッド・アパカ（英語版）
- 「麗しのレイラニ」作詞・作曲：ハリー・オーウェンス（英語版）
- 「ブルー・ハワイ」作詞：レオ・ロビン（英語版）、作曲：ラルフ・レインジャー（英語版）
- 「小さな竹の橋で」作詞：アーチー・フレッチャー（英語版）、作曲：アル・シャーマン（英語版）
- 「ビヨンド・ザ・リーフ（英語版）」作詞・作曲：ジャック・ピットマン
- 「ブルー・ムームー」作詞・作曲：ジャック・ピットマン